# Mangusta trpasličí
Mangusta trpasličí zvaná také mangusta jižní (Helogale parvula) je nejmenší druh promykovité šelmy; žije v Africe.

## Výskyt
Její domovinou jsou pouště a polopouště, savany či světlé lesy. Pohybuje se v nadmořských výškách od nížin do 2000 metrů. Obývá teritorium o ploše nejčastěji 30 až 60 ha.
V rámci afrického kontinentu se vyskytuje od Etiopie po Angolu a sever Jihoafrické republiky. Je rozlišováno sedm poddruhů.

## Popis
Dosahuje délky těla v rozmezí 18 až 26 cm, resp. 28 cm. Ocas měří dalších 12 až 20 cm (14 až 19 cm). Váha se pohybuje (v průměru) kolem 275 g. Udávána jsou různá celková rozmezí: mezi 210 a 420 g, 210 a 350 g, 220 a 410 g, či 200 a 350 g.

## Ekologie, chování
Žije v rodinných skupinách o počtu nejčastěji do dvaceti členů. Populační hustota může dosáhnout až 42 jedinců na km2, ale obvykle je to podstatně méně. Sociální vazby posilují vzájemnou péčí o srst. V rámci skupiny se rozmnožuje pouze jeden pár –⁠ dominantní samice s partnerem. Březost trvá 49 až 56 dní. Zpravidla dvě až čtyři mláďata (někdy až šest mláďat) přicházejí na svět až třikrát ročně. Zpočátku (do třech týdnů života) žijí v norách (např. v termitištích) či jiných úkrytech, kde je samice kojí a kam jim členové skupiny nosí potravu. Po desátém týdnu se stravují samostatně.
Tento druh je aktivní hlavně přes den. Živí se zejména živočišnou potravou, např. bezobratlými živočichy, vejci, štíry, drobnými hlodavci, ptáky či hady a ještěrkami, případně hlízami či plody.
Dožívá se 10 až 14 let.
Zajímavé je soužití těchto mangust se dvěma menšími druhy zoborožců (toko Deckenův a toko žlutozobý) ve formě mutualismu, tedy vzájemně prospěšného soužití. Mangusty vyplaší hmyz, který pak mohou lépe chytat právě zmínění ptáci. Ti naopak postřehnou nebezpečí dříve než mangusty, a tak se drobné šelmy mají podle čeho orientovat.

## Ohrožení
Mezinárodní svazem ochrany přírody (IUCN) je řazena mezi málo dotčené taxony, s tím že její populace je stabilní a nehrozí ji žádné zásadní nebezpečí.

## Chov v zoo
V dubnu 2020 byla mangusta trpasličí chována přibližně v osmi desítkách evropských zoo. Na konci roku 2018 byl tento druh chován ve čtyřech českých zoo. V roce 2019 byl dovezen také do Zoo Ostrava, a tak se počet zoo zvýšil na pět. V českých zoologických zahradách je druh prezentován pod názvem mangusta trpasličí.
Aktuální přehled českých zoo (stav duben 2020):
- Zoo Dvůr Králové
- Zoo Olomouc
- Zoo Ostrava
- Zoo Plzeň
- Zoo Praha

### Chov v Zoo Praha
První jedinec mangusty trpasličí byl do Zoo Praha dovezen v roce 1971. Tento samec žil v zoo až do roku 1979. Reálný chov skupiny se datuje až od roku 2004. Tehdy byl otevřen pavilon Afrika zblízka. Do Prahy bylo do nové expozice dovezeno šest jedinců z volné přírody. V roce 2005 se povedl prvoodchov v rámci českých zoo. V průběhu roku 2018 bylo odchováno jedno mládě. Na konci daného roku zoo čítala skupina šest jedinců. V průběhu roku 2019 byla odchována čtyři mláďata.
Tento druh je chován v pavilonu Afrika zblízka v horní části zoo, a to ve společné expozici s kombami Garnettovými.